# Lazcano Malo
César Eduardo Lazcano Malo (Ciudad Victoria, Tamaulipas, 11 de diciembre de 1969) conocido artísticamente como Lazcano Malo, es un cantautor mexicano.
Ha grabado 5 discos, 3 en solitario y 2 compilados.
También compone para otros artistas como Gloria Trevi, Cristian Castro, Enanitos Verdes, el Grupo Pesado, Angel Fresnillo, Tatiana, entre otros.
Lazcano Malo puede ser considerado, como él mismo ha mencionado, como el creador de la canción bastarda, ya que su estilo musical es hijo de la trova y del rock and roll, "pero ninguno de los dos lo reconoce".

## Biografía

### Inicios
Lazcano Malo nace en Ciudad Victoria, Tamaulipas el 11 de diciembre de 1969, primer hijo de 4. Cursa sus estudios primarios en la escuela Club de Leones, acude a la Secundaria Federal n.º 2 y a la Preparatoria Federalizada Tamaulipas y con 16 años comienza a estudiar la guitarra al mismo tiempo que siente la necesidad de escribir sus canciones para agradarle a las chicas.
Gracias a que su madre vio el esfuerzo que hacía Lazcano por estudiar el instrumento sin tenerlo (en el ITBA) tomó el cumpleaños de su padre como pretexto para comprar una guitarra que en realidad era un regalo para su hijo. 
Su primera canción se la escribe a su primera novia, a quien le pide que la grabe en el contestador del teléfono pues él no tenía donde grabarla. Al otro día terminan su relación y jamás volvió a saber de esa canción.
Por la misma época tuvo una banda de rock que se llamaba "Puertas Cerradas" que se dedicaba sobre todo a tocar covers de rock en español de los 80´s y de la cual él era el vocalista. Aún no había oportunidad de mostrar sus propias canciones.

### Llegada a México
Después de un intento fallido de hacer carrera en México D.F. en 1989, Lazcano Malo vuelve con nuevos bríos en 1992 para formar parte del grupo "Papaya", agrupación con aspiraciones en el pop, producido por Sergio Andrade. Si bien dicho proyecto no llegó a ningún lado si sirvió como instrumento para mostrarle al productor de Gloria Trevi la canción "La Papa Sin Catsup", misma que la cantante le grabó consiguiéndole así un lugar en el mundo de la música.

### Faceta como actor
Aunque ha salido de su propia boca: "no soy un buen actor", ni lo seré, pero por flojera para dedicarme a otra cosa, sigo haciendo el ridículo (ahora en la voz México), gracias al concepto musical que maneja con tintes sarcásticos, irónicos y humorísticos Lazcano Malo logró colarse en el mundo de la actuación y tuvo un programa de comedia en horario estelar del Canal 2 de Televisa (el Canal de las Estrellas) llamado "Los Perplejos" al lado de Carmen Salinas, mismo que le ha permitido compartir el escenario con actores de la talla de Javier López "Chabelo", Pompín Iglesias (e.p.d.), Eugenio Derbez, Adal Ramones, Maribel Guardia, entre otros.

## Discografía
Lazcano Malo (Independiente, 1998).
1. La Verdadera Historia de la Caperucita Roja.
2. Los Canibalitos.
3. El Blues del Perro Corriente.
4. Cuatro Gatos.
5. El Reggae de Rodrigo.
6. Alzheimer.
7. El Feo.
8. Ella y yo.
9. Un Chico Fácil.
10. El Monte de Venus.
11. Lazcano Malo.
12. La Papa sin Cátsup.

El que la Hace la Canta (Sony Music, 2002).
1. De mi Pasado (Alejandro Santiago).
2. Volver a Perdernos (Edgar Oceransky).
3. En Medio de ti y de mi (Cristina Marsa)
4. Búscame (David Filio)
5. Nada es para Siempre (Elefante)
6. Con las Hojas las Hormigas (Natalia Lafourcade)
7. Muy a Gusto (Gerardo Peña)
8. Movimientos (Enrique Quezadas)
9. No te Espantes (Raúl Ornelas)
10. Sirena (Lazcano Malo)
11. Llévese el Mejorado (Jaime Ades)
12. Blues del Perdedor (Raúl Ornelas/Edgar Oceransky)

Lazcano Malo Así me llamo (Sony Music, 2003)
1. Boo.
2. Soltero Maduro.
3. Chico Fácil.
4. Sirena.
5. Te Amo.
6. Huitzilopoxtli.
7. Objeto Sexual.
8. Hombre de Hojalata.
9. Desde que ya no Bebo.
10. La Papa sin Cátsup.
11. Feo.
12. Lazcano Malo.
13. Soltero Maduro (Unplugged).

El Último Niño Héroe (Independiente, 2007).
1. El Último Niño Héroe.
2. Cuéntame.(con participación de Marciano Cantero)
3. Dos Tallas Más.
4. El Club de Toby.
5. Cerrado por Reparación.
6. En Oferta.
7. El Rey del Universo.
8. Amor de Pelo Largo.
9. Tardes de Domingo.
10. Caballito de Mar.
11. La Muerte.
12. Delirios de Cigarra.

Girando (Independiente, 2008). CD/DVD.
1. Solo Tú (Ferra).
2. Boo (Lazcano Malo).
3. Ser Algo Más (Rodrigo Rojas).
4. Extremadamente Fácil (Charlene Arian).
5. Un Beso Grande (Edgar Oceransky).
6. Quédate Aquí (Charlene Arian).
7. Será (Ferra).
8. Caballito de Mar (Lazcano Malo).
9. Ayer se Fue (Rodrigo Rojas).
10. Porque la Quería (Edgar Oceransky).
11. Que Digo Yo (Charlene Arian).
12. Esperándote (Ferra).
13. En el Fondo (Rodrigo Rojas).
14. Adentro de tu Piel (Edgar Oceransky).
15. Cuéntame (Lazcano Malo).

Ponte en mis Zapatos (Independiente, 2009). CD/Graphics.
Pistas:
1. El Último Niño Héroe.
2. Cuéntame.
3. Dos Tallas Más.
4. El Club de Toby.
5. Cerrado por Reparación.
6. En Oferta.
7. El Rey del Universo.
8. Amor de Pelo Largo.
9. Tardes de Domingo.
10. Caballito de Mar.
11. La Muerte.
12. Delirios de Cigarra.

Bonus Tracks:
1. Al Otro Lado de la Cama.
2. Cuando te Hable de Amor un Mexicano.
3. Zombi.

Parte del show 41 (Independiente, 2011)
1. Parte del show
2. Gracias al rock (a dueto con Álex Lora)
3. Hoy me retiro
4. Tu tu tu
5. Viejo rabo verde
6. Naturaleza muerta
7. Amor canino
8. Buenos tiempos
9. ¿Será que ya te quiero?
10. Mariposas de un día
11. Talón de aquiles
12. Latin lover (Mexican Curious)- Naturaleza muerta (a dueto con Miguel Inzunza)

Un par de granujas / con Raúl Ornelas (Independiente, 2012)
1. Ni pa ti ni pa nadie
2. Dos tallas más
3. El club de Toby
4. Sirena
5. Un par de granujas
6. El último niño héroe
7. Ni el mínimo error
8. Te amo
9. Hombre de hojalata

Lazcano Malo XV (independiente,2013)
1. Rayito de Sol
2. Cuéntame
3. Tu Tutú
4. Al Otro Lado de la Cama
5. Te Amo
6. El Rey del Universo
7. Cuando te Hable de Amor un Mexicano
8. Delirios de Cigarra
9. Caballito de Mar
10. Mi Materia Prima
11. Hoy Me Retiro
12. Mon Petit Amour

PARADOJAS (independiente,2015)
1. Función de Martes
2. Versos Sueltos
3. Volver al Futuro
4. La Blondie Morena (fea. Reyli Barba)
5. Ciencia Ficción (versión del pasado)
6. El Hoyo
7. Pan Y Circo
8. Me Recuerdas a Alguien
9. Falsas Profesías
10. Elinfierno.com
11. Como tú No hay Dos
12. Mojo yoyo
13. Bonus track Caballito de Mar (feat. Armando Manzanero)

## Participación en soundtracks de películas
Lazcano Malo ha participado en el soundtrack de la película "Parejas" y la película "Gente Común".